# J. D. Hayworth

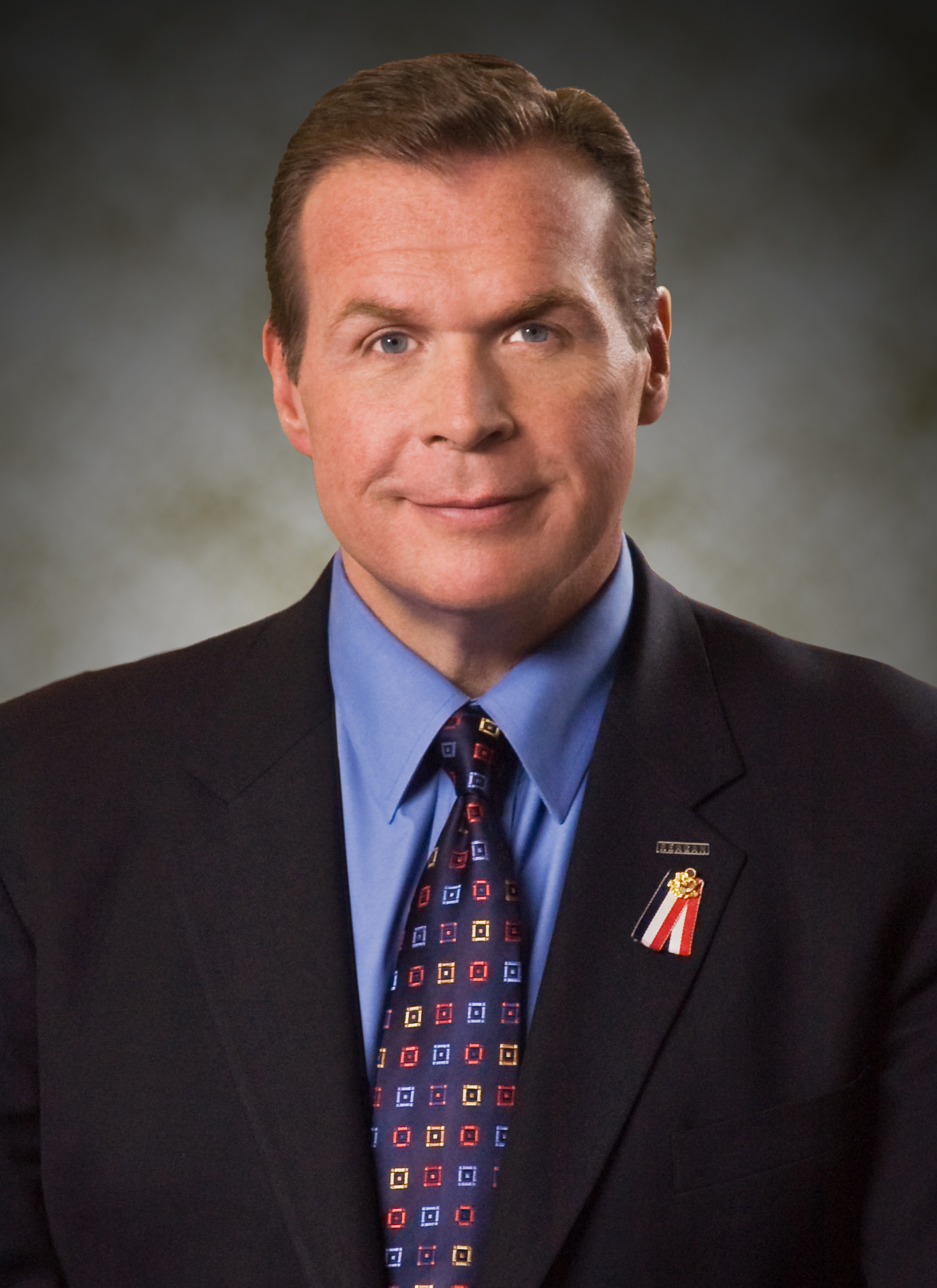
J. D. Hayworth (2010)

John David „J. D.“ Hayworth Jr. (* 12. Juli 1958 in High Point, North Carolina) ist ein US-amerikanischer Politiker. Zwischen 1995 und 2003 vertrat er den sechsten und von 2003 bis 2007 den fünften Wahlbezirk des Bundesstaats Arizona im US-Repräsentantenhaus.

## Frühe Jahre und politischer Aufstieg
J. D. Hayworth besuchte bis 1976 die High Point Central High School und dann bis 1980 die North Carolina State University in Raleigh, wo er unter anderem politische Wissenschaften studierte. Danach war er als Rundfunk- und Fernsehjournalist vor allem in der Sportberichterstattung tätig. Diesen Beruf übte er zunächst in North Carolina und später in Arizona aus. Politisch wurde er Mitglied der Republikanischen Partei.

## Kongressabgeordneter
Im Jahr 1994 wurde Hayworth für den sechsten Bezirk von Arizona in das US-Repräsentantenhaus gewählt. Nach einigen Wiederwahlen konnte er dieses Mandat zwischen dem 3. Januar 1995 und dem 3. Januar 2003 ausüben. In den folgenden zwei Legislaturperioden zwischen dem 3. Januar 2003 und dem 3. Januar 2007 vertrat er dann den fünften Distrikt im US-Kongress. Dort vertrat er eine konservative Haltung und trat für schärfere Immigrationsgesetze sowie bessere Grenzkontrollen ein. Hintergrund waren die illegalen Grenzübertritte aus Mexiko. Hayworth geriet in die Schlagzeilen, als sich herausstellte, dass seine Frau von seiner Lobbygruppe TEAM PAC monatliche Zahlungen erhielt. Außerdem war er in einen Korruptionsskandal im Zusammenhang mit Spielkasinos auf Indianergebieten verwickelt; Jack Abramoff, Hauptfigur dieses Skandals, leistete dabei Zahlungen an Hayworth und TEAM PAC. Diese Angelegenheiten trugen zu seiner Abwahl im Jahr 2006 bei.
Heute arbeitet er wieder als Fernseh- und Rundfunk-Journalist. Mit seiner Frau Mary, die er 1989 heiratete, hat er drei Kinder.
Im Jahr 2010 bewarb sich Hayworth um die republikanische Nominierung für die Wahl zum US-Senat. Er unterlag in den Vorwahlen seiner Partei jedoch dem langjährigen Amtsinhaber John McCain.